# Aleksandr Sevidov
Aleksandr Aleksandrovici Sevidov (în rusă Александр Александрович Севидов; n. 5 septembrie 1921, Moscova – d. 15 aprilie 1992, Moscova de cancer) a fost un fotbalist profesionist și antrenor de fotbal sovietic. Ca fotbalist, el a debutat la nivel profesionist în Liga Superioară a URSS în 1939, jucând la FC Dinamo Kazan.

## Palmares
Ca antrenor
- Liga Superioară a URSS (2): 1971, 1976.

Vicecampion: 1972, 1973.
Locul 3: 1963, 1975.
- Cupa URSS: 1977, 1984.

Finalist: 1965, 1973.
- Cupa Cupelor UEFA

Semifinalist: 1978, 1985.